# Championnat des îles Féroé de football 1948
 (mars 2022).
Si vous disposez d'ouvrages ou d'articles de référence ou si vous connaissez des sites web de qualité traitant du thème abordé ici, merci de compléter l'article en donnant les références utiles à sa vérifiabilité et en les liant à la section « Notes et références ».
Navigation
Meistaradeildin 1947 Meistaradeildin 1949
La saison 1948 du Championnat des îles Féroé de football est la 6e édition de la première division féroïenne à poule unique, la Meistaradeildin. Les six meilleurs clubs du pays ont joué l'une contre l'autre une fois. Le SÍ Sørvagur, tenant du titre, ne s'engage pas cette année ainsi que les clubs de SÍF Sandavágur et MB Miðvágur. Ainsi, les clubs de HB Tórshavn et de B36 Tórshavn engagent leur équipe réserve. Le B36 Tórshavn remporte le titre.

## Les clubs participants
| \| B36&B36II HB&HBII KÍ VBV \| Localisation des clubs engagés dans le championnat 1948. |
| B36&B36II HB&HBII KÍ VBV                                                                |

- B36 Tórshavn
- B36 Tórshavn II
- HB Tórshavn
- HB Tórshavn II
- KÍ Klaksvík
- VB Vágur

## Compétition
Le classement est établi sur le barème de points suivant (victoire à 2 points, match nul à 1, défaite à 0).
Pour départager les égalités, on tient d'abord compte de la différence de buts générale, puis du nombre de buts marqués, puis des confrontations directes et enfin si le championnat est en jeu, les deux équipes jouent une rencontre d'appui sur terrain neutre.

### Classement[n 1]
| Rang | Équipe          | Pts | J | G | N | P | Bp | Bc | Diff |
| ---- | --------------- | --- | - | - | - | - | -- | -- | ---- |
| 1    | B36 Tórshavn    | 9   | 5 | 4 | 1 | 0 | 23 | 3  | +20  |
| 2    | HB Tórshavn     | 8   | 5 | 3 | 2 | 0 | 14 | 6  | +8   |
| 3    | KÍ Klaksvík     | 7   | 5 | 3 | 1 | 1 | 29 | 5  | +24  |
| 4    | VB Vágur        | 4   | 5 | 2 | 0 | 3 | 2  | 12 | -10  |
| 5    | HB Tórshavn II  | 2   | 5 | 1 | 0 | 4 | 7  | 21 | -14  |
| 6    | B36 Tórshavn II | 0   | 5 | 0 | 0 | 5 | 1  | 19 | -18  |

|  | Vainqueur du championnat 1948 |
|  | (T) Tenant du titre           |

### Résultats[n 1]
| Résultats (▼dom., ►ext.) | B36 | B362 | HB  | HB2 | KÍ   | VBV |
| B36 Tórshavn             |     | 11-0 |     |     |      | 5-0 |
| B36 Tórshavn II          |     |      | 1-4 | 0-3 | 0-11 |     |
| HB Tórshavn              | 1-1 |      |     |     | 3-3  | -   |
| HB Tórshavn II           | 2-4 |      | 1-6 |     |      |     |
| KÍ Klaksvík              | 0-2 |      |     | 9-0 |      | 6-0 |
| VB Vágur                 |     | -    |     | 2-1 |      |     |

1. ↑  Le HB Tórshavn a gagné par forfait.
2. ↑  Le VB Vágur a gagné par forfait.

## Bilan de la saison
| Tableau d'Honneur                           |                  |
| Compétition                                 | Vainqueur        |
| Championnat des îles féroé de football 1948 | B36 Tórshavn (2) |